# Bell (Australia)
Bell – miasto w Australii, w stanie Queensland.